# Pilea unciformis
Pilea unciformis es una especie de planta del género Pilea, perteneciente a la familia Urticaceae.

## Taxonomía
Pilea unciformis fue descrita por Chia Jui Chen en 1982.

## Distribución
Se encuentra en el territorio centro-sur de China y Vietnam.